# Villiers (métro de Paris)
Pour les articles homonymes, voir Villiers.
Villiers est une station des lignes 2 et 3 du métro de Paris, située à la limite des 8e et 17e arrondissements de Paris.

## Situation
La station est implantée sous la place Prosper-Goubaux, au début de l'avenue de Villiers. Les quais des deux lignes sont accolés parallèlement et approximativement orientés est-ouest, selon l'axe du boulevard de Courcelles.

## Histoire
La station ouvre le 27 janvier 1903 sous le nom d'Avenue de Villiers[réf. nécessaire], soit quelques mois après la mise en service du tronçon entre Étoile et Anvers de la ligne 2 Nord (qui deviendra plus simplement la ligne 2 le 17 octobre 1907). Jusqu'alors, les rames la traversaient sans y marquer l'arrêt.
Elle doit sa dénomination — ultérieurement simplifiée en Villiers — à sa proximité avec l'avenue de Villiers, dont le nom fait référence à l'ancien village de Villiers-la-Garenne. Le nom de cet ancien hameau, localisé sur l'emplacement de l'actuelle place de la Libération à Levallois-Perret, est une déformation de « Villare ».

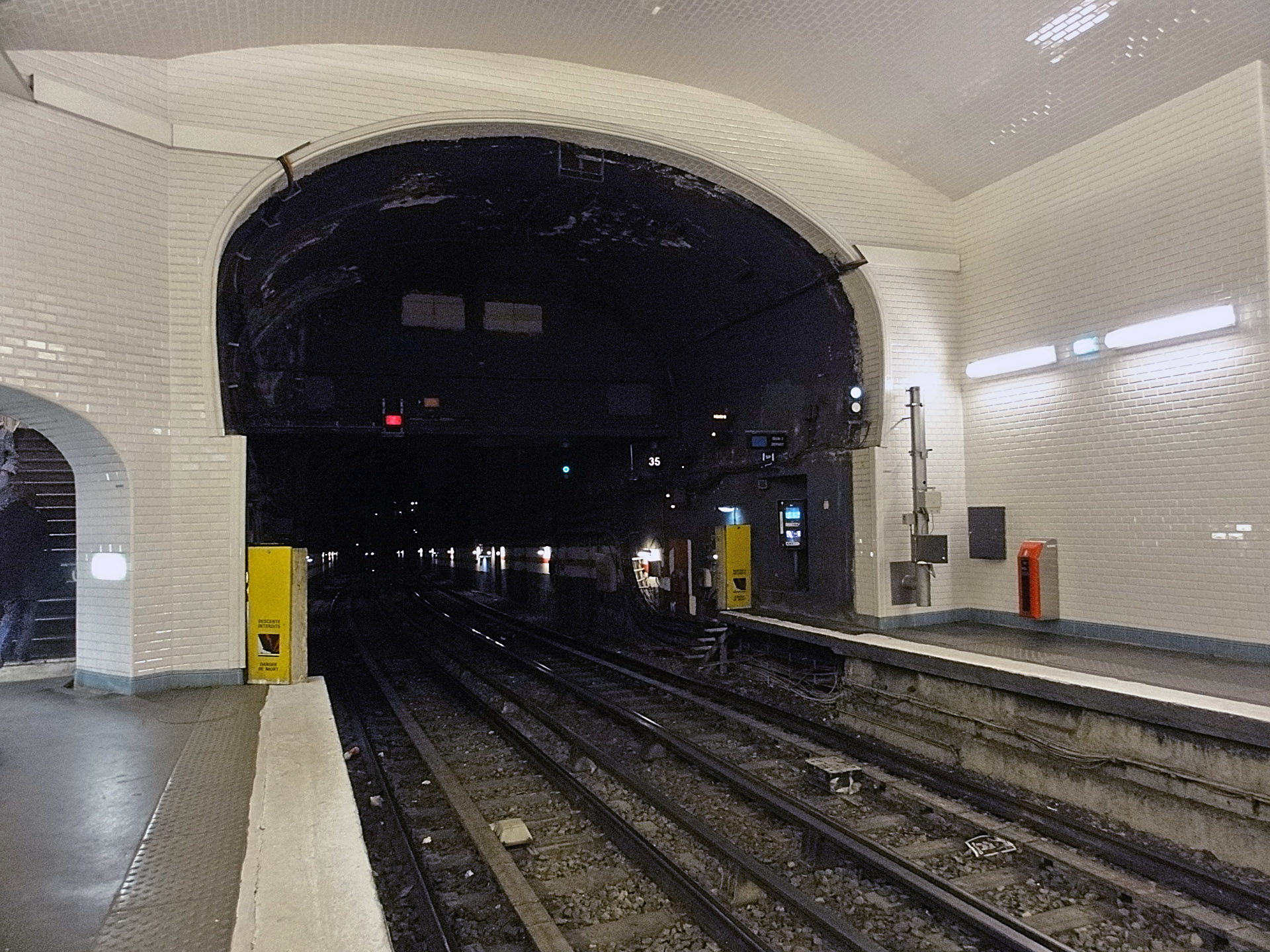
La voûte surélevée de la station ligne 3.

Le projet initial prévoyait un tronc commun entre les lignes 2 et 3 entre Étoile et Villiers. À cette fin, la station de la future ligne 3 est construite en même temps que celle de la ligne 2, les deux stations étant alors parallèles et situées au même niveau. Mais le principe des troncs communs ayant été abandonné, il est finalement envisagé d'étendre la ligne 3 jusqu'à Porte de Champerret. Ce nouveau projet impose d'abaisser le niveau de la future station d'1,6 m afin d'amorcer le passage des voies en dessous de celles de la ligne 2. Cela explique la voûte exceptionnellement haute des quais de la ligne 3 et l'écart de hauteur entre les deux lignes.

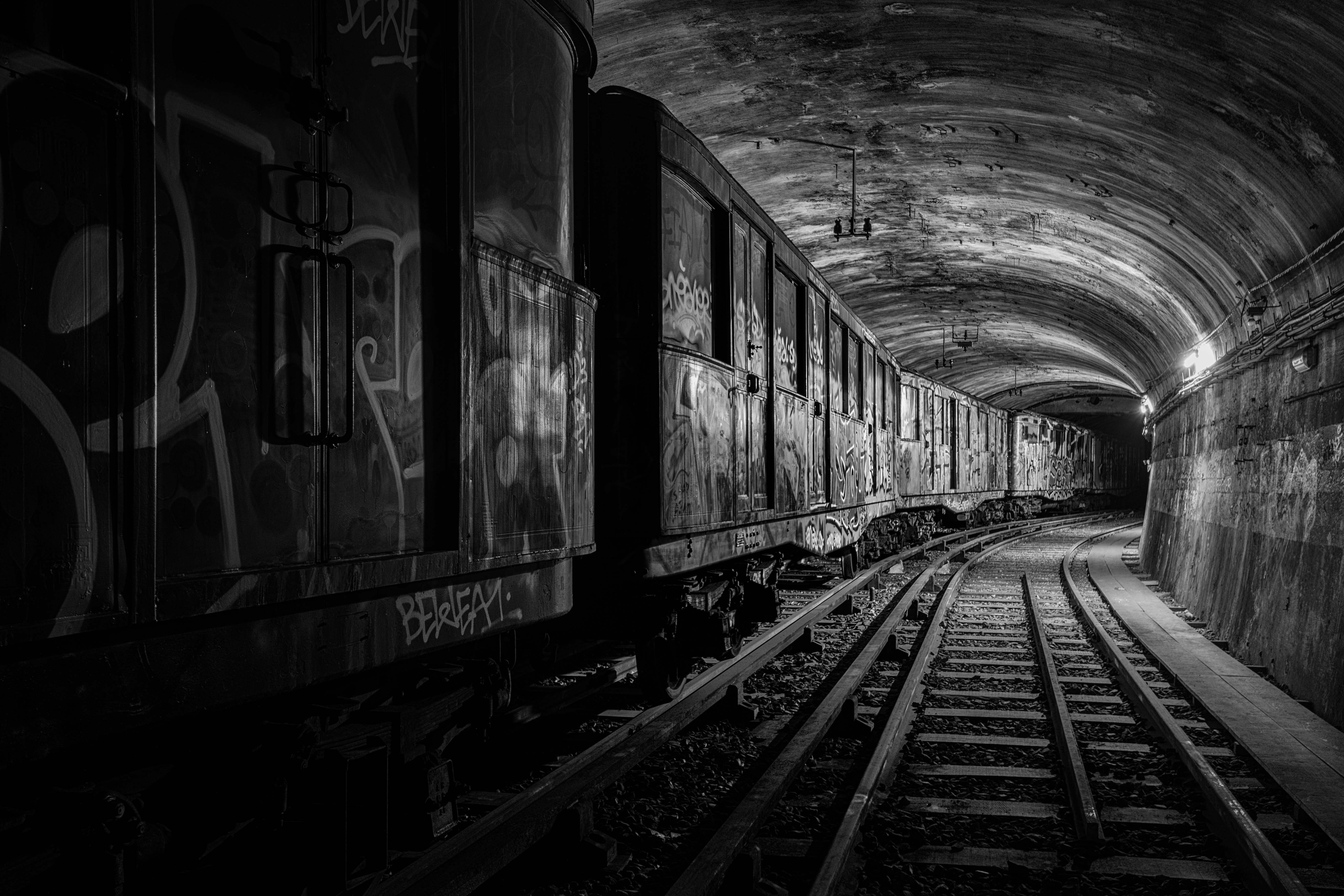
La boucle de Villiers, abandonnée depuis 1910.

Le 19 octobre 1904, la station de la ligne 3 ouvre à son tour et en constitue le terminus occidental (depuis Père Lachaise) ; le retournement se fait grâce à une boucle située sous le parc Monceau. Elle devient une station de passage le 23 mai 1910 lorsque la ligne est prolongée à Péreire. Quant à la boucle sous le parc Monceau, elle sert de stockage et d'entrepôt des trains, mais aussi de lieux de formation des chauffeurs RATP. 
Le peintre Édouard Vuillard réalise des esquisses de cette station en 1916 et 1917.
Le 11 juin 1943, la résistante Suzanne Olivier est arrêtée au métro Villiers.

## Rénovation

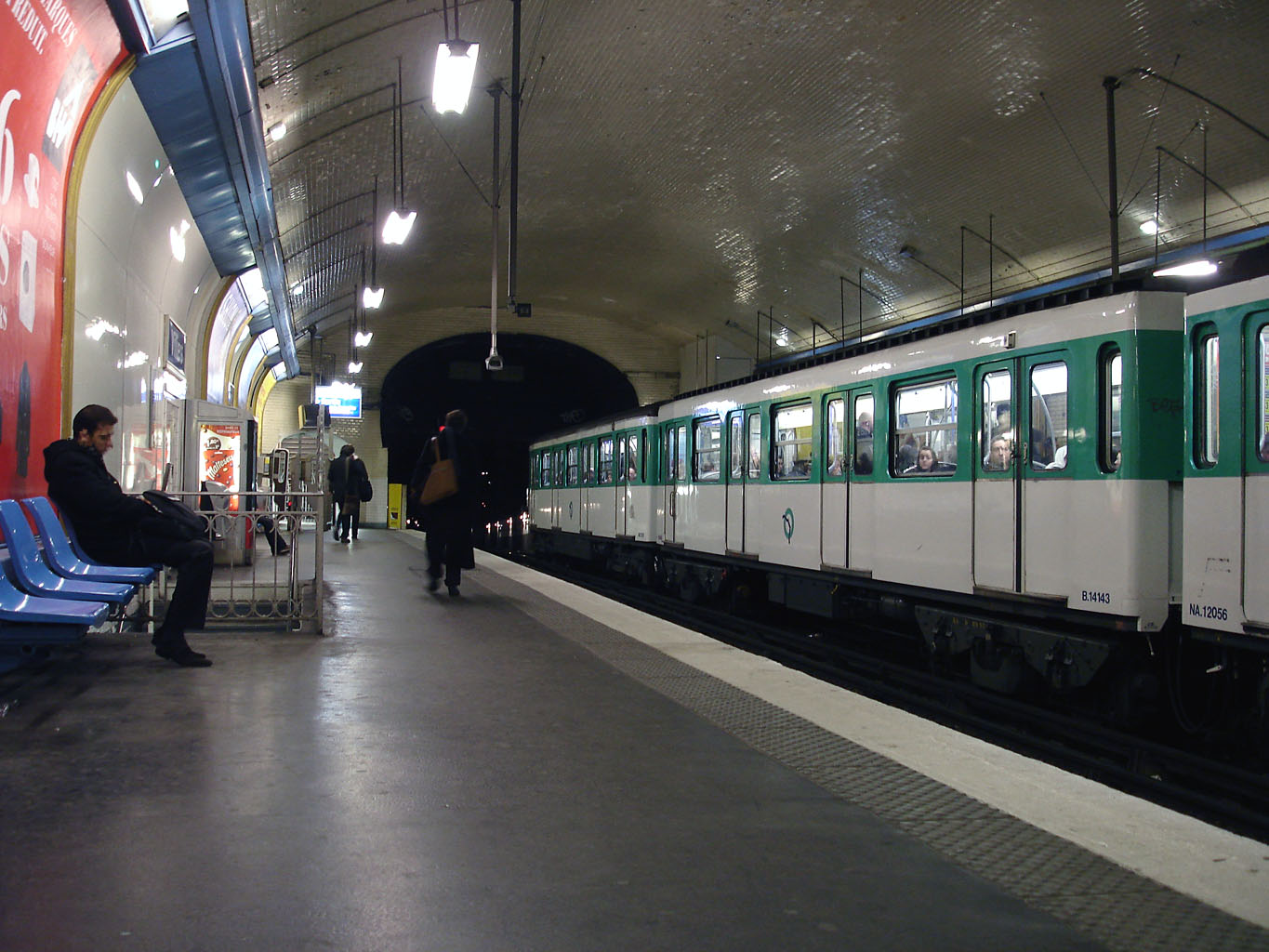
La station carrossée de la ligne 3, avant sa rénovation.

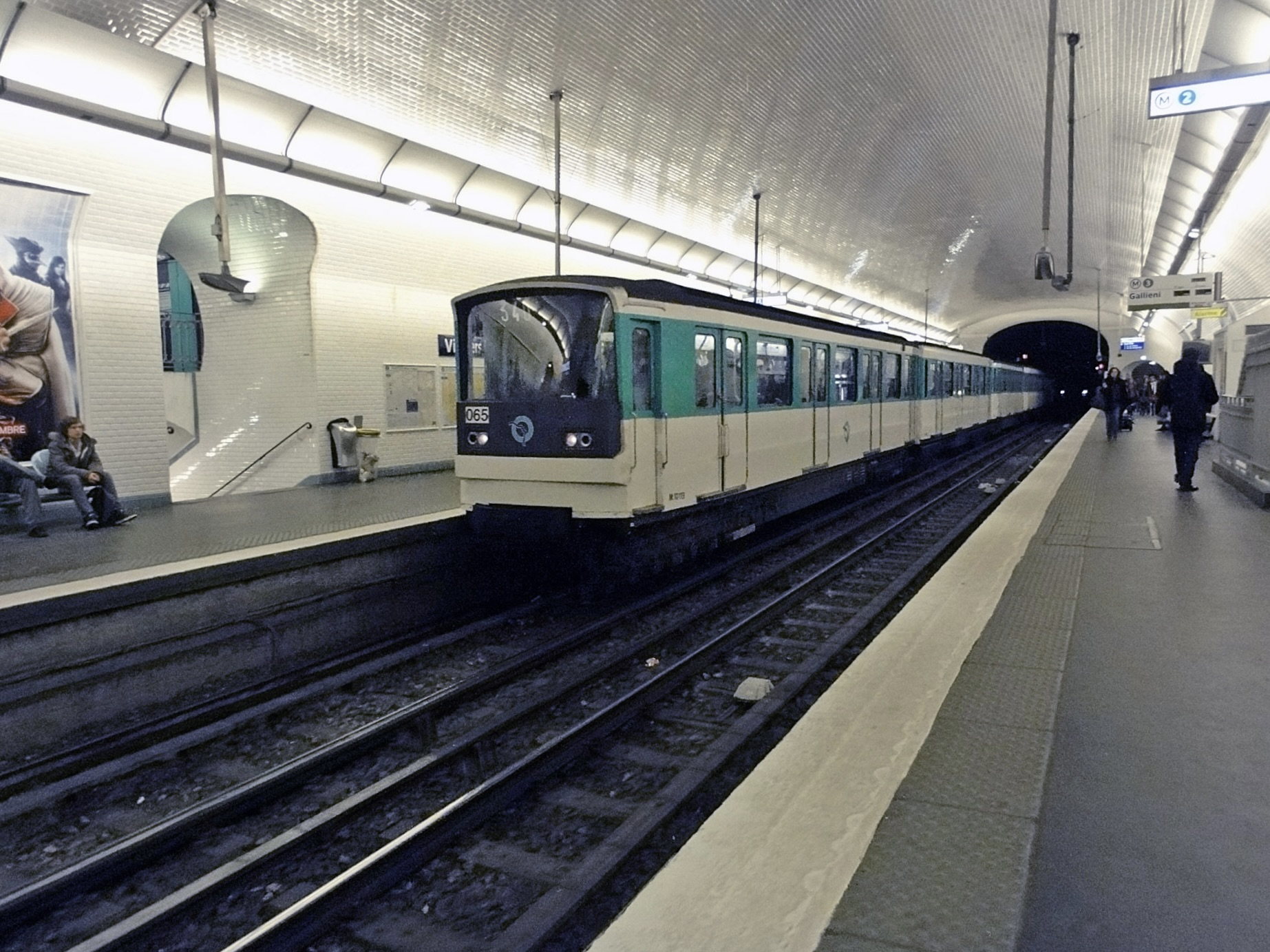
Arrivée d'un MF 67 dans la station rénovée.

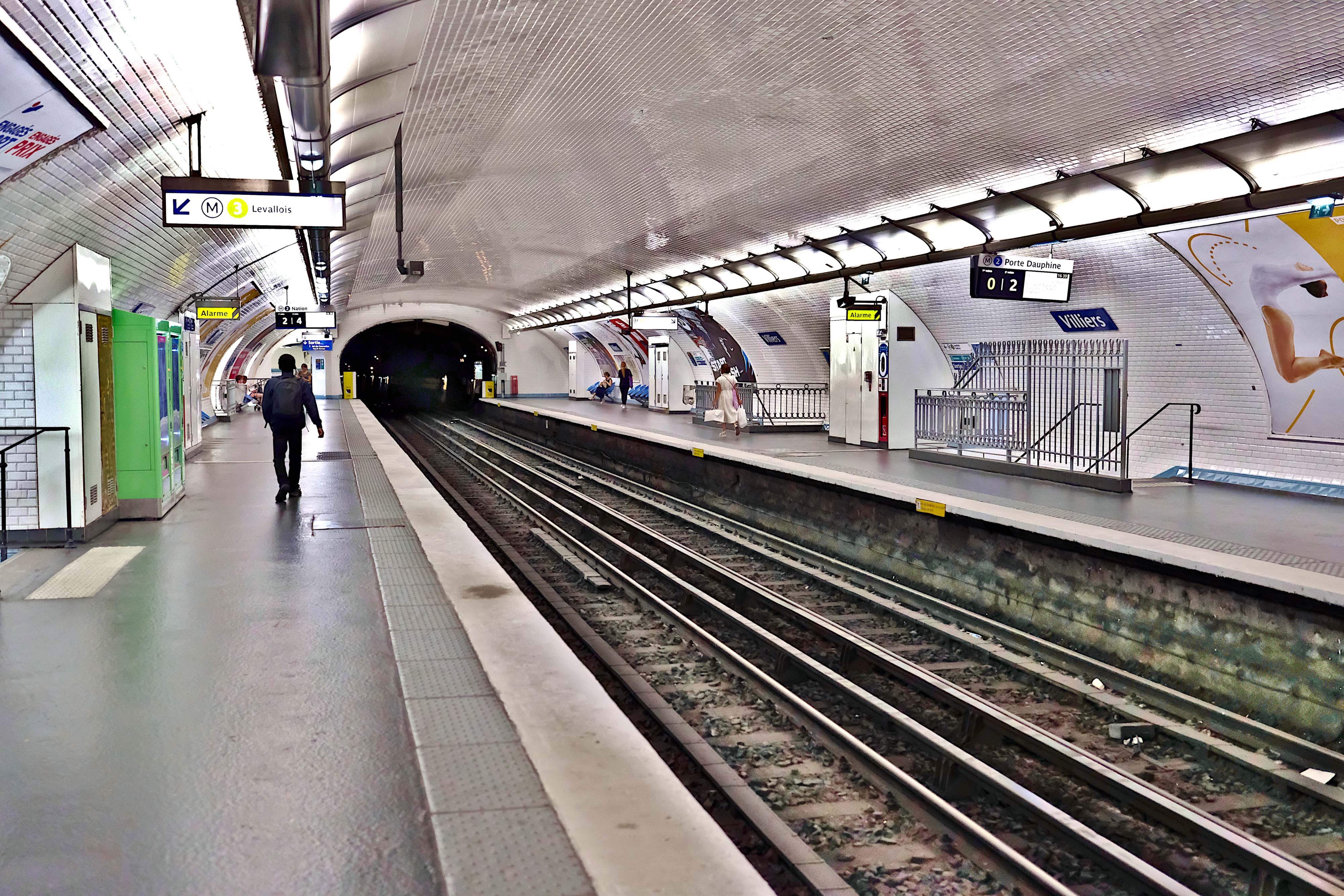
Ligne 2, direction Nation.

Depuis les années 1950 et jusqu'en 2008, les piédroits des deux points d'arrêt sont revêtus d'un carrossage métallique avec montants horizontaux bleus et cadres publicitaires dorés éclairés. Cet aménagement était par la suite complété de sièges « coque » caractéristiques du style « Motte », de couleur bleue.
Dans le cadre du programme « Renouveau du métro » de la RATP, les couloirs de la station ont été rénovés le 27 mai 2005, puis ce fut au tour des quais en 2009, entraînant la dépose de leur carrossage.
En 2019, 5 667 552 voyageurs sont entrés à cette station ce qui la place à la 66e position des stations de métro pour sa fréquentation.
En 2020, avec la crise du Covid-19, 2 244 643 voyageurs sont entrés dans cette station ce qui la place à la 104e position des stations de métro pour sa fréquentation.
En 2021, la fréquentation remonte progressivement, avec 3 586 376 voyageurs qui sont entrés dans cette station ce qui la place à la 72e position des stations de métro pour sa fréquentation.

## Services aux voyageurs

### Accès
La station dispose de trois accès :

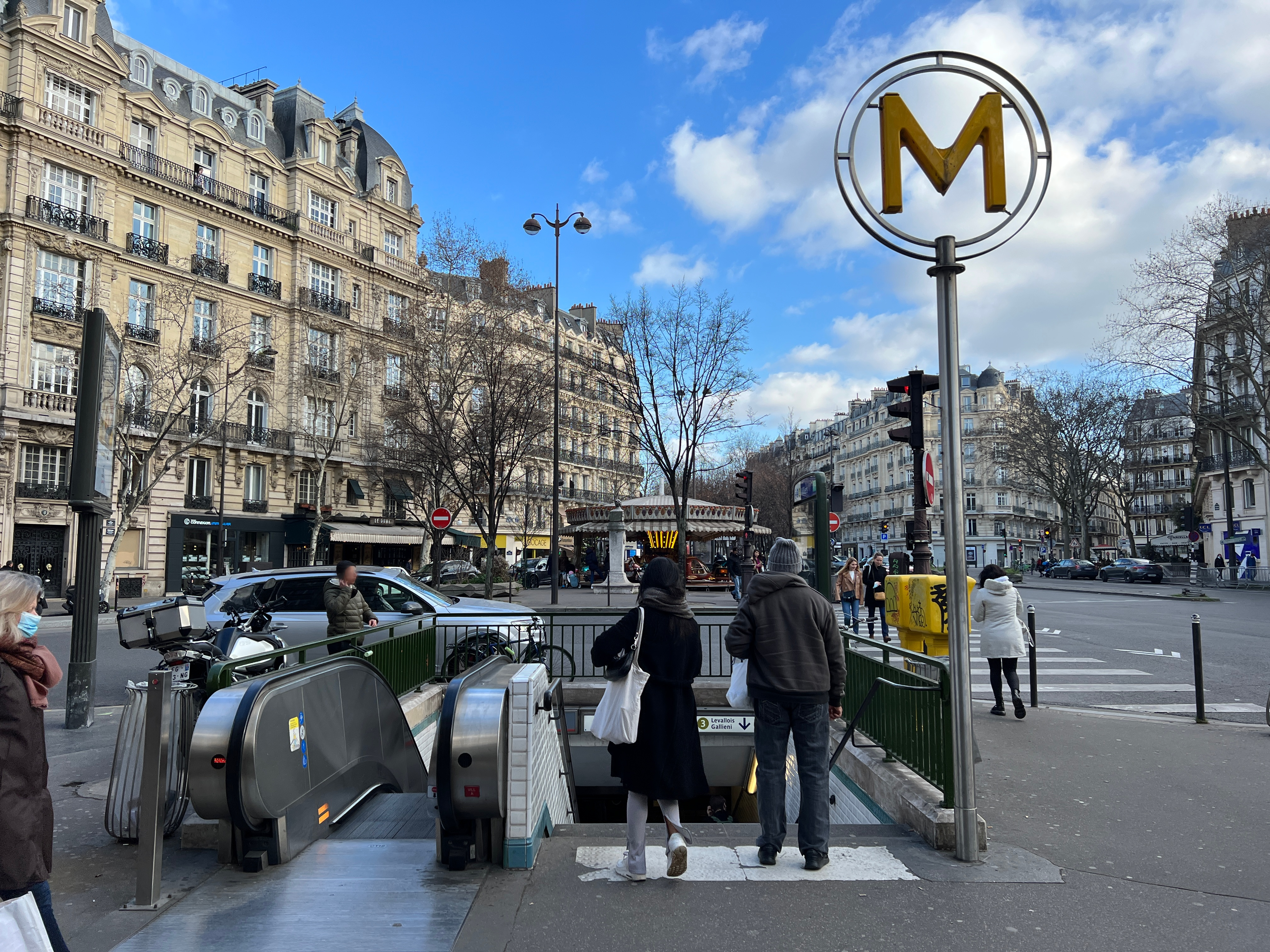
Un des accès de la station.

- Accès no 1 « avenue de Villiers » : un escalier fixe agrémenté d'un mât avec un « M » jaune inscrit dans un cercle, débouchant au droit du no 2 du boulevard de Courcelles, à l'angle avec l'avenue de Villiers ;
- Accès no 2 « boulevard des Batignolles » : un escalier mécanique montant permettant uniquement la sortie, se trouvant face au no 5 du boulevard de Courcelles ;
- Accès no 3 « boulevard de Courcelles - parc de Monceau » : un escalier fixe orné d'un édicule Guimard inscrit au titre des monuments historiques par l'arrêté du 29 mai 1978[10], se situant au droit des nos 25 et 27 de ce même boulevard.

Accès à la station
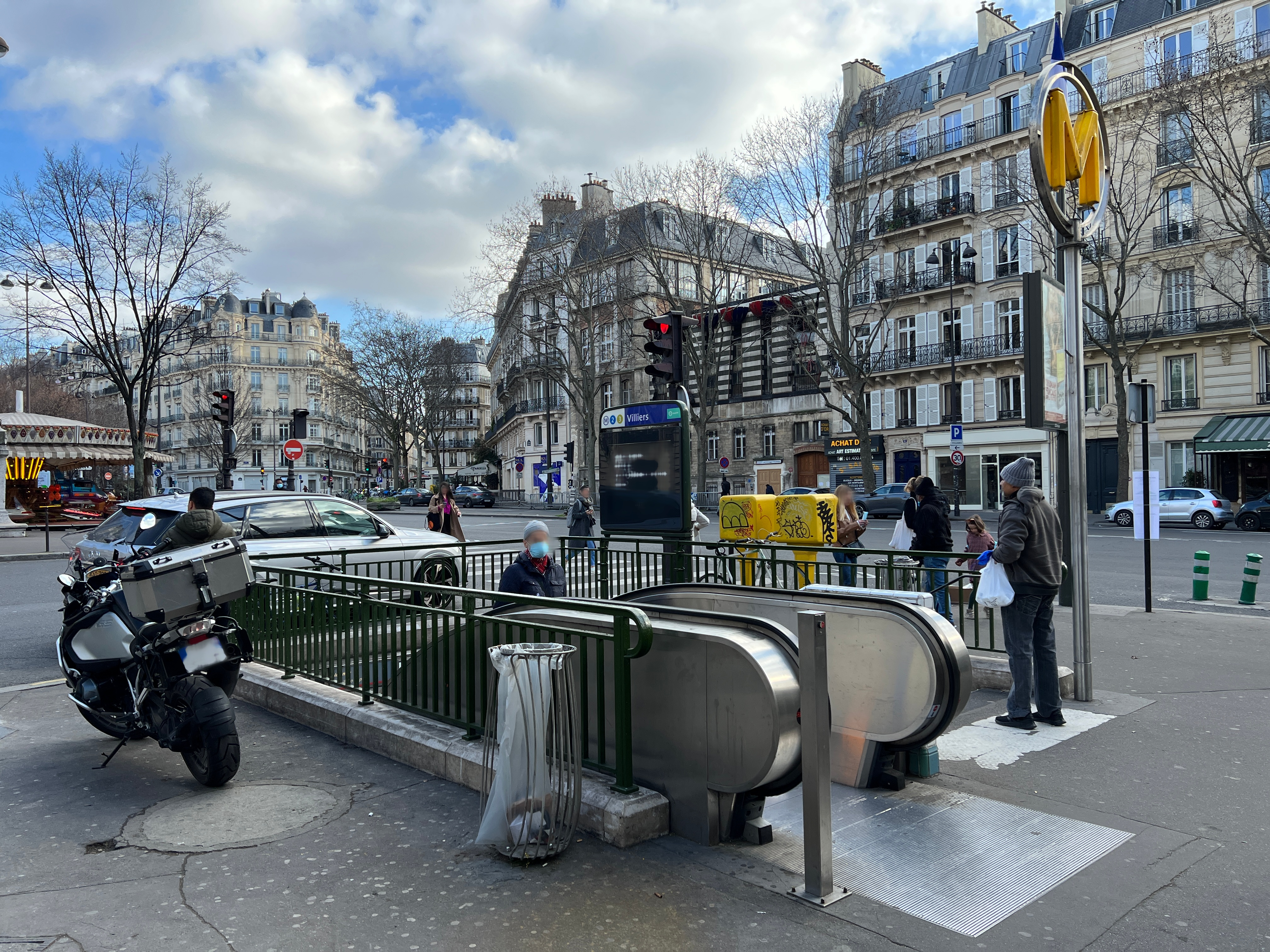
L'accès no 1 « Avenue de Villiers ».
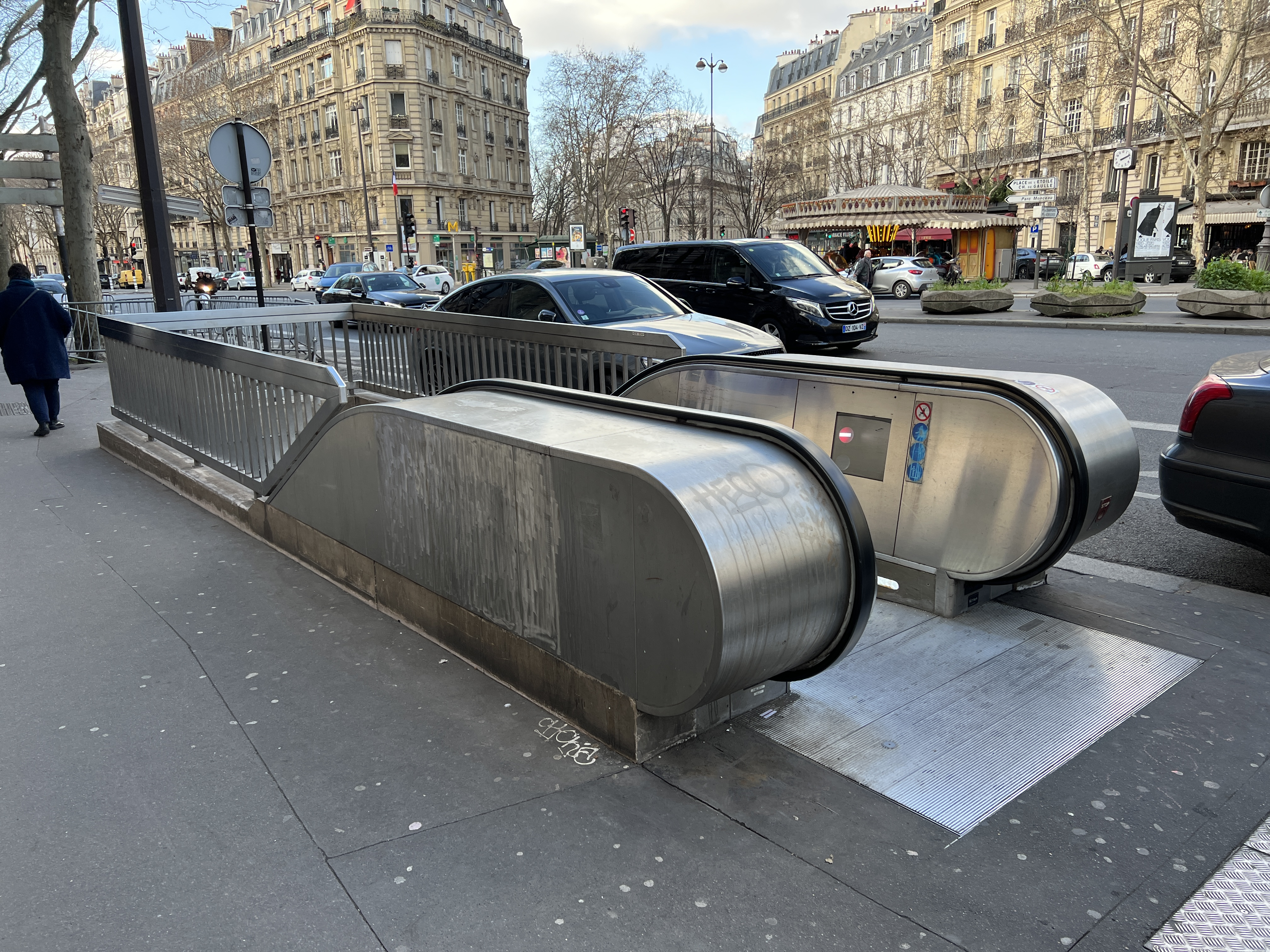
L'accès no 2 « Boulevard des Batignolles ».
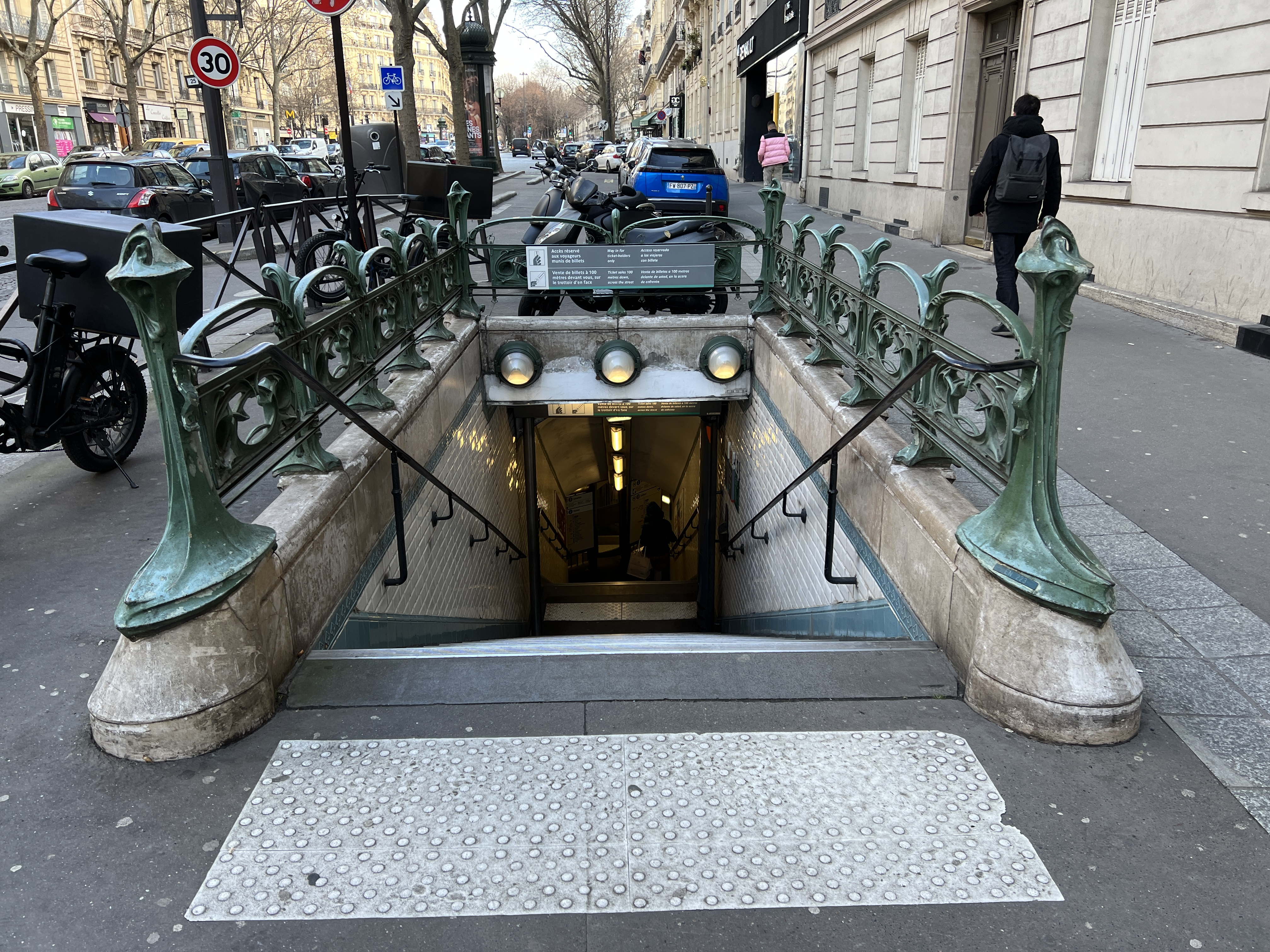
L'accès no 3 « Boulevard de Courcelles ».

.

### Quais
Les quais des deux lignes sont de configuration standard : au nombre de deux par point d'arrêt, ils sont séparés par les voies du métro situées au centre et la voûte est elliptique. La station de la ligne 3 possède cependant une hauteur sous plafond largement supérieure à la normale (voir ci-dessus) et des piédroits verticaux en conséquence. La décoration est du style utilisé pour la majorité des stations du métro dans les deux cas : les bandeaux d'éclairage sont blancs et arrondis dans le style « Gaudin » du renouveau du métro des années 2000, et les carreaux en céramique blancs biseautés recouvrent les piédroits, les tympans, la voûte et les débouchés des couloirs. Les cadres publicitaires sont en céramique blanche et le nom de la station est inscrit en police de caractères Parisine sur plaques émaillées. Les sièges sont de style « Akiko » de couleur bleue sur la ligne 2 et cyan sur la ligne 3.

### Intermodalité
La station est desservie par la ligne 30 du réseau de bus RATP à l'arrêt Villiers, situé sur le boulevard des Batignolles. 
Elle est aussi desservie, 200 mètres plus au sud, par les lignes 20 et 93 de la RATP, à l'arrêt Malesherbes - Courcelles, situé boulevard Malesherbes devant le Monceau Fleurs.
La nuit, elle est desservie par les lignes N16 et N52 du réseau Noctilien.
En sortant par la sortie n°2 (qui n'est qu'un escalator de sortie), se trouve la station Vélib' de Villiers. Tandis qu'en sortant de la sortie n°1, se trouve la station de taxis Villiers-Courcelle.

## À proximité
- Musée Cernuschi, musée des Arts asiatiques de la Ville de Paris
- Musée Nissim-de-Camondo
- Lycée Chaptal
- Lycée Racine
- Collège et lycée Fénelon Sainte-Marie
- Cité de l'Économie, place du Général-Catroux
- Parc Monceau
- Marché de la rue de Lévis
- Place Prosper-Goubaux
- Ambassade de Lituanie, 22 boulevard de Courcelle
- Conservatoire international de musique de Paris